# Medaille voor trouwe en langdurige dienst bij de Dienst Justitiële Inrichtingen
De Medaille voor trouwe en langdurige dienst bij de Dienst Justitiële Inrichtingen (DJI) is ingesteld op 21 april 2021.
De medaille wordt toegekend aan ambtenaren die verplicht zijn een uniform te dragen en die gedurende een onafgebroken periode van dienst aan DJI hebben gewerkt. Er zijn verschillende gradaties van de medaille, afhankelijk van de duur van de dienst:
Na 12,5 jaar: medaille met bijbehorende baton.
Na 25 jaar: medaille met jaarteken XXV en bijbehorende baton.
Na 40 jaar: medaille met jaarteken XL en bijbehorende baton.
Na 50 jaar: medaille met jaarteken L en bijbehorende baton.
Ook periodes van dienst in het buitenland of onderbroken dienstverbanden kunnen meetellen, mits de totale dienstduur overeenkomt met de gestelde termijnen.
Museummedaille ·
Erepenning ·
Medaille van de Maatschappij tot Redding van Drenkelingen ·
Doggersbank-medaille ·
Broeder van de Orde van de Nederlandse Leeuw ·
Antwerpsche Medaille 1832 ·
Onderscheidingsteken voor Langdurige, Eerlijke en Trouwe Dienst ·
Eremedaille voor Kunst en Wetenschap ·
Eremedaille voor Voortvarendheid en Vernuft ·
De Ruyter-medaille ·
Regeringsmedaille ·
Medaille van het Carnegie Heldenfonds ·
Medaille van Verdienste van het Nederlandse Rode Kruis ·
Medaille voor trouwe dienst van het Nederlandse Rode Kruis ·
Erkentelijkheidsmedaille 1940-1945 ·
Inhuldigingsmedaille 1948 ·
Herinneringsmedaille Luchtbescherming 1940-1945 ·
Medaille van de Noord- en Zuid-Hollandsche Redding Maatschappij ·
Zilveren Anjer · 
Cultuurfonds Onderscheiding · 
Vrijwilligersmedaille Openbare Orde en Veiligheid ·
Vaardigheidsmedaille van de Nederlandse Sport Federatie ·
Inhuldigingsmedaille 1980 ·
Herinneringsmedaille VN-Vredesoperaties ·
Herinneringsmedaille Multinationale Vredesoperaties ·
Herinneringsmedaille Internationale Missies ·
Huwelijksmedaille 2002 ·
Herinneringsmedaille Buitenlandse Bezoeken ·
Marinemedaille ·
Landmachtmedaille ·
Marechausseemedaille ·
Luchtmachtmedaille
Zie ook: Ridderorden en onderscheidingen in Nederland